# Ippodromo La Maura
Ippodromo La Maura är en travbana i Milano i provinsen Milano i Italien. Den öppnades 2015 och tog då över den nedlagda Ippodromo del trotto di San Siros travlopp.

## Om banan
Anläggningens totala yta är 17 hektar, och huvudbanan är 1 050 meter lång, men går att utöka till en mile (1 609 meter). Banans underlag har hämtats från den historiska banan Ippodromo del trotto di San Siro.
Banans stallbacke har 160 boxplatser för hästar och läktarplatserna har 400 sittplatser för åskådare. I anslutning till banan finns stora parkeringsplatser, bar samt en totohall. Det finns även ett pressrum för registrerade journalister precis bredvid banan, utrustat med TV-skärmar och wifi.

## Större lopp
Vid banans öppnade 2015 togs då den nedlagda travbanan Ippodromo del trotto di San Siros travlopp över. Det största loppet som idag körs på banan är Grupp 1-loppen Gran Premio Nazionale (3-åriga), Gran Premio Orsi Mangelli (3-åriga), Gran Premio delle Nazioni (4-åriga och äldre) och Gran Premio d'Europa (4-åriga). Banan arrangerade även Gran Criterium (2-åriga) fram till 2017.